# Naufragio del ARA Fournier
En septiembre de 1949 el rastreador ARA Fournier (M-5) de la Armada Argentina naufragó en aguas chilenas, lejos de las aguas del atlántico, en el estrecho de Magallanes. La tripulación completa de 77 personas (75 militares y 2 civiles) perdió la vida. La causa fue un oleaje fuerte que provocó la vuelta de campana del buque o bien fue la colisión del buque con una roca no registrada por la cartografía.

## Desaparición y búsqueda
El rastreador ARA Fournier zarpó de Ushuaia para una navegación no autorizada por el estrecho de Magallanes; debía de regresar a la misma ciudad. Al momento había una tormenta fuerte con alta precipitación, baja visibilidad y oleaje fuerte.
Ante la falta de contacto, el 22 de septiembre salieron en su búsqueda el rastreador ARA Spiro, la fragata ARA Santísima Trinidad, los remolcadores ARA Chiriguano y ARA Sanavirón; y el hidrográfico ARA Bahía Blanca, con autorización de las autoridades chilenas, quienes colaboraron activamnte en la búsqueda, designando para esto al Patrullero Lautaro de la Armada de Chile, el que asumió el liderazgo y la coordinación del esfuerzo de búsqueda. Fueron hallados los restos el 3 de octubre confirmándose el naufragio del buque con pérdida de la tripulación. La causa fue un oleaje fuerte que provocó la vuelta de campana del buque o bien fue la colisión del buque con una roca no registrada por la cartografía.
No existe ninguna certeza respecto al origen del naufragio pero posteriormente al incidente se conoció, por información de pescadores lugareños, que durante meses naves de la marina argentina habían desplegado operaciones similares, especialmente durante episodios de mal tiempo, sin informar a Chile. Como consecuencia de ello la Armada de Chile desplegó un fuerte contingente de personal y naves en las zonas donde se había advertido la presencia argentina no autorizada.

## Cronología
- 21 de septiembre, 07:40: el rastreador ARA Fournier zarpó de Ushuaia (previendo regresar a esta).[1]
- 21 de septiembre, 16:35: en el lugar conocido como Primera Angostura, el radarista a bordo recibió el parte meteorológico desde el faro de faro Punta Delgada, que informaba de muy mal tiempo: fuertes vientos del noroeste, estimados entre 20 y 30 nudos, chaparrones por la noche y nevada intermitente durante la madrugada y durante toda la jornada del día 22. La visibilidad actual es de dos a cuatro kilómetros y la temperatura ambiente de cero grado.[3][1]
- 22 de septiembre, 4:20: Los relojes de los marinos encontrados tras el naufragio se habían detenido entre las 4.20 y las 4.25 del día 22, por lo que se estima que el hundimiento habría ocurrido minutos antes.[4]
- 22 de septiembre: pérdida de contacto e inicio de la búsqueda.
- 3 de octubre: un avión detectó restos en aguas de punta Cono; los ARA Bahía Blanca y ARA Sanavirón confirmaron los restos del rastreador.[2]
- 4 de octubre: se anunció el naufragio del rastreador en aguas del estrecho de Magallanes.[1]

## Efectos
El presidente Juan Domingo Perón declaró tres días de duelo nacional. El 14 de octubre la fragata ARA Heroína con los restos de nueve tripulantes arribó al Puerto de Buenos Aires, donde esperaba una multitud. Se realizaron homenajes a los náufragos en calles, monumentos, etc. Se plantaron setenta y siete árboles a la vera de la Autopista Tte. Grl. Richieri de Buenos Aires.
Anualmente cada 22 de septiembre se cumple en rendir homenaje al rastreador. Lo hizo la fragata buque escuela ARA Libertad navegando en la zona en 2014.